# DJ Nigga Fox

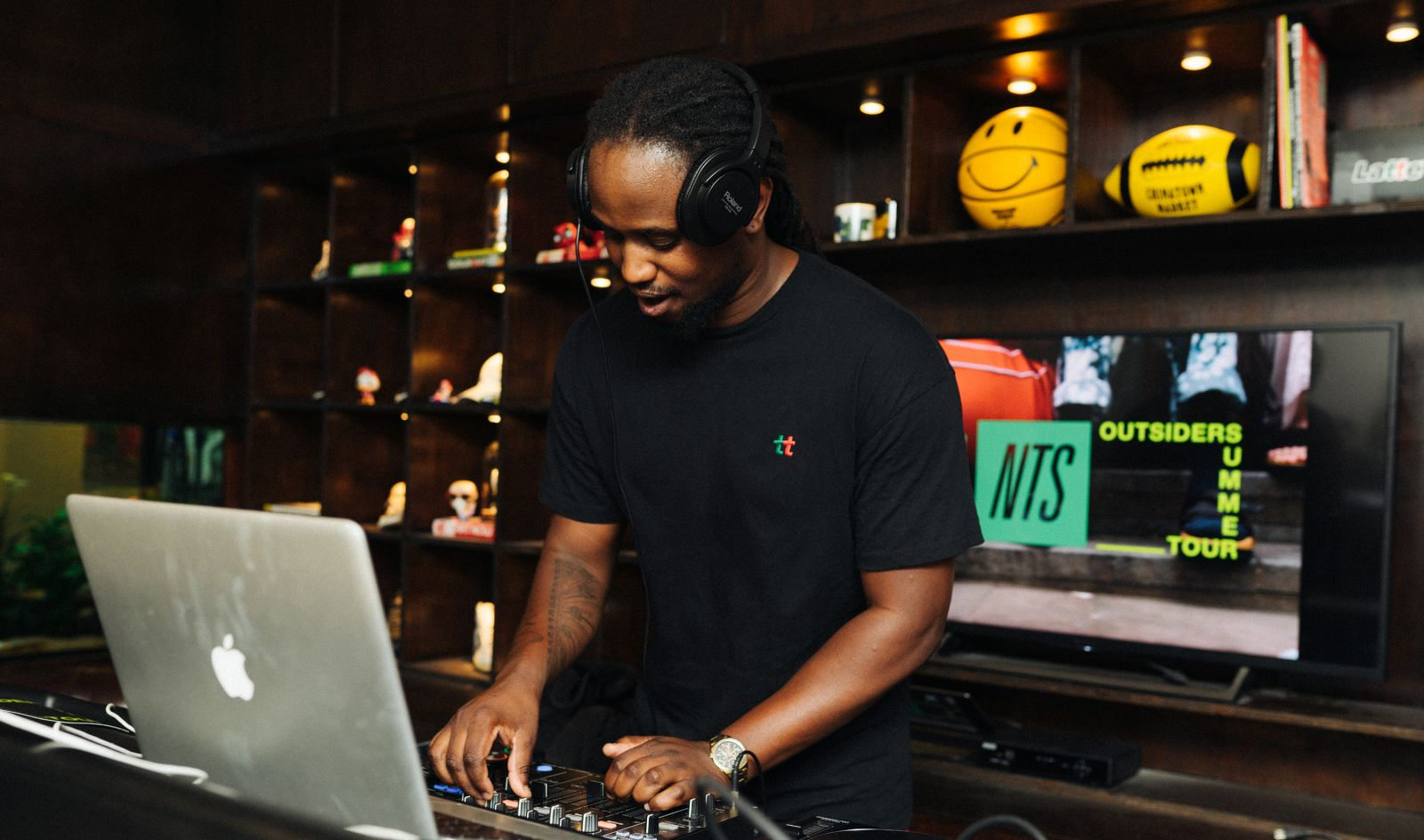
DJ Nigga Fox no NTS x Rider: Outsiders Summer Tour Lisboa, 2019

DJ Nigga Fox (Luanda, 18 de agosto de 1990) é um produtor e DJ internacional português de música eletrónica, que tem desenvolvido um estilo próprio de música de dança, numa vertente underground, cujo trabalho inclui sonoridades de kuduro, afro-house, tarraxinha, batida, desafiando a tradição dos ritmos africanos e conjugando a sua herança com a complexidade experimental que o caracteriza. DJ Nigga Fox tem liderado como um dos principais artistas emergentes de comunidades afro-descendentes em Portugal, acrescentando diversidade musical e rítmica à produção e à cultura da música eletrónica de fusão.   
DJ Nigga Fox foi descoberto e lançado pela editora portuguesa Príncipe em 2011, e desde então já se apresentou um pouco por todo o mundo, tendo atuado nos principais palcos nacionais e internacionais, nomeadamente no Festival Sónar (Barcelona), Moulin Rouge (Paris), Berghain (Berlim), Club to Club(Turino, Itália), Iminente(Lisboa), Rex Club, Apollo(Barcelona), Les Siestes Électroniques, Hoco Fest (Tucson, Arizona), H0L0 (NY), Play (Los Angeles), Lux Frágil (Lisboa), Musicbox (Lisboa), Hard Club (Porto), Moonshine (Montreal, Canada), Mofo Fest (Tasmânia, Australia), WWW (Shibuya, Toquio), Iminente (Rio de Janeiro, Brasil) entre muitos outros. Sendo um dos produtores mais talentosos de música electrónica da sua geração, já foi reconhecido múltiplas vezes por algumas das mais conceituadas publicações de música internacionais, como a Pitchfork, a Trax Magazine ou The Wire.   
No início de 2015, Thom Yorke, dos Radiohead, partilhou algumas das faixas que andava a ouvir naquela altura, entre as quais se destacou o tema "Weed", de DJ Nigga Fox, duma lista que incluía produtores como Kool A.D. e Bernard Parmegiani. Numa época em que poucos conheciam a editora Príncipe e os seus lançamentos, Yorke permitiu que os polirritmos desconcertantes de Rogério Brandão, bem como dos seus colegas da editora representantes da diáspora afro-lusófona de Lisboa, se mostrassem ao resto do mundo.  
Em 2016, os britânicos Tim & Barry apresentaram em estreia internacional o seu documentário "Sons do Gueto", em que dão conta da sua investigação sobre os subgéneros e as comunidades musicais, concentrando-se na editora Príncipe, que deu visibilidade nacional e internacional a um movimento de música eletrónica de influência africana, feita nos subúrbios e bairros sociais de Lisboa, destacando-se, entre outros, DJ Nigga Fox como um dos rostos da editora independente.  
Em 2020, a abertura do Festival Internacional de Documentários de Copenhaga contou com a música do luso-angolano DJ Nigga Fox, que contribuiu para a banda sonora dos filmes selecionados "Batida de Lisboa" de Rita Maia e Vasco Viana e "Vitalina Varela" de Pedro Costa.  

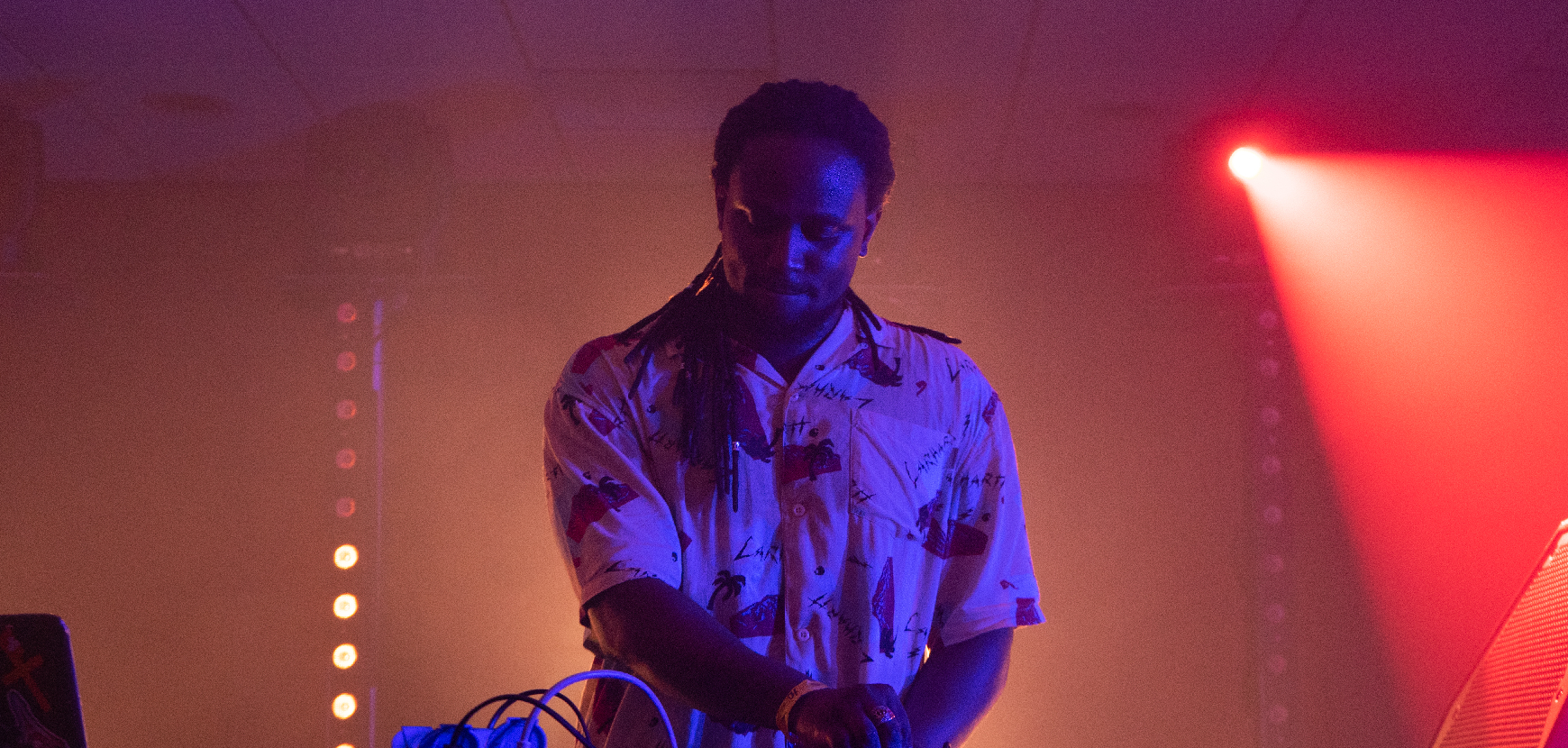
DJ Nigga Fox no Festival ID No Limits, 2018

## Biografia
DJ Nigga Fox é o nome artístico de Rogério Brandão Luís, produtor e DJ internacional português de origem angolana. Nascido em Luanda a 18 de agosto de 1990, mudou-se para Lisboa (Portugal) com os pais e o irmão mais velho quando tinha apenas 4 anos de idade. Filho de mãe congolesa e pai angolano, Rogério Brandão cresceu nos arredores de Lisboa, cidade onde cedo descobriu e desenvolveu o gosto pela produção de batidas e melodias, dando origem às suas primeiras composições sonoras em frente ao computador em casa a partir do seu quarto. Ao longo dos anos, o trabalho do produtor e DJ tem evoluído de forma inigualável, o que tem favorecido o seu reconhecimento à escala global. 

## Discografia
- Labanta Braço, tema 420 (2020, Rimas e Batidas x Raptilário)
- Verão Dark Hope, participação com o tema Sofrimento É De +  (2020, Príncipe)
- Naruto, single (2020, XLR8R+)
- Cartas Na Manga (2019, Príncipe)
- Crânio (2018, Warp Records)
- 15 Barras (2017, Príncipe)
- Noite E Dia (2015, Príncipe)
- Various Artists: CARGAA 1 participação com o tema LUMI (2014, Warp Records)
- O Meu Estilo EP (2013, Príncipe)

## Ligações externas

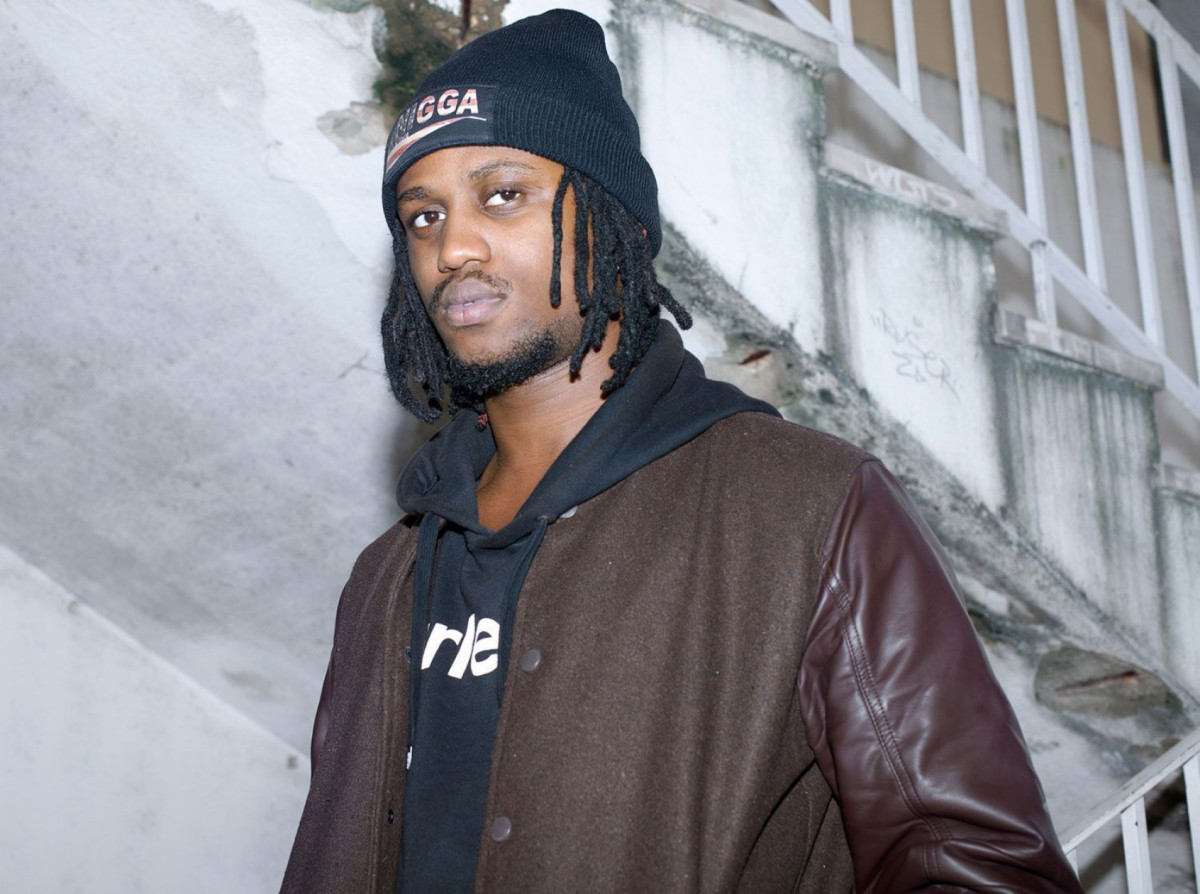
DJ Nigga Fox, 2013